# Diospyros gillespiei
Diospyros gillespiei là một loài thực vật có hoa trong họ Thị. Loài này được (Fosberg) Kosterm. mô tả khoa học đầu tiên năm 1977.